# 桑什维尔
桑什维尔（法語：Sancheville，法語發音：[sɑ̃ʃvil]）是法国厄尔-卢瓦省的一个市镇，属于沙托丹区。

## 地理
桑什维尔（48°11'31"N, 1°34'36"E）面积21.77 平方千米，位于法国中央-卢瓦尔河谷大区厄尔-卢瓦省，该省份为法国北部内陆省份，北起顺时针与厄尔省、伊夫林省、埃松省、卢瓦雷省、卢瓦-谢尔省、萨尔特省和奧恩省接壤。
与桑什维尔接壤的市镇（或旧市镇、城区）包括：维利耶圣奥里安、库尔伯艾、讷维昂迪努瓦、比兰维尔。

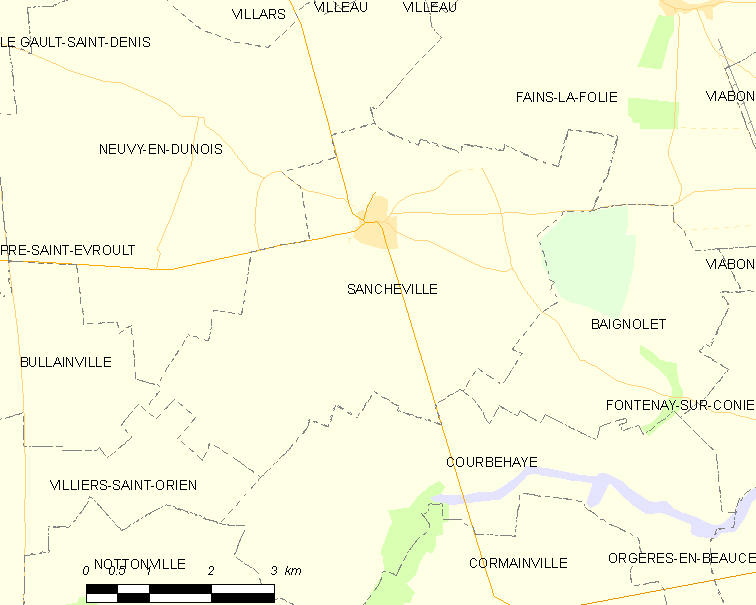
桑什维尔的OSM定位图

桑什维尔的时区为UTC+01:00、UTC+02:00（夏令时）。

## 行政
桑什维尔的邮政编码为28800，INSEE市镇编码为28364。

## 政治
桑什维尔所属的省级选区为莱维拉日沃韦安县。

## 人口

1962-2008年间桑什维尔人口变化图示

桑什维尔于2022年1月1日时的人口数量为748人。